# Campeonato Panamericano de Gimnasia de 2014
El V Campeonato Panamericano de Gimnasia 2014, en tres de sus especialidades gimnasia artística, gimnasia rítmica, y gimnasia en trampolín y tumbling fue disputado en la ciudad de Mississauga, Canadá, entre el 20 de agosto y el 1 de septiembre de 2014, bajo la organización de la Unión Panamericana de Gimnasia y la Federación Canadiense de Gimnasia.

## Medallistas

### Gimnasia artística
| Evento              | Oro | Plata | Bronce |
| ------------------- | --- | --- | --- |
| Masculino           | | | |
| Equipo completo     | Estados Unidos Sean Melton Christopher Maestas Marvin Kimble Jonathan Horton Brandon Wynn Eddie Penev     | Colombia · Jossimar Calvo · Jorge Giraldo · Jhonny Munoz · Carlos Calvo · Javier Sandoval · Jorge Pena Castiblanco | Brasil · Lucas Bitencourt · Sérgio Sasaki · Caio Souza · Diego Hypólito · Francisco Barreto Júnior · Arthur Zanetti |
| Individual completo | Jossimar Calvo                                                                                            | Manrique Larduet                                                                                                   | Sean Melton |
| Suelo               | Tomás González                                                                                            | Diego Hypólito | Arthur Zanetti |
| Potro con arzones   | Daniel Corral                                                                                             | Marvin Kimble | Alexander Rodriguez                                                                                                 |
| Anillas             | Arthur Zanetti                                                                                            | Brandon Wynn | Juan Raffo |
| Salto de potro      | Sérgio Sasaki                                                                                             | Jorge Vega | Caio Souza |
| Barras paralelas    | Jorge Giraldo                                                                                             | Manrique Larduet                                                                                                   | Caio Souza |
| Barra fija          | Jossimar Calvo                                                                                            | Sérgio Sasaki Manrique Larduet                                                                                     | No entregada |
| Femenino            | | | |
| Equipo completo     | Estados Unidos Mykayla Skinner Maggie Nichols Madison Desch Amelia Hundley Madison Kocian Ashton Locklear | Brasil · Julie Sinmon · Letícia Costa · Daniele Hypólito · Isabelle Cruz · Mariana Oliveira · Maria Cecília Cruz   | México · Alexa Moreno · Elsa García · Karla Torres · Karla Retiz · Ahtziri Sandoval · Mariana Almeida               |
| Individual completo | Mykayla Skinner                                                                                           | Jessica López | Maggie Nichols |
| Salto de potro      | Mykayla Skinner                                                                                           | Yesenia Ferrera | Dovelis Torres |
| Barras asimétricas  | Ashton Locklear                                                                                           | Madison Kocian | Ahtziri Sandoval |
| Barra de equilibrio | Ana Sofia Gómez                                                                                           | Jessica López | Julie Sinmon |
| Suelo               | Mykayla Skinner                                                                                           | Jessica López | Yesenia Ferrera |

### Gimnasia rítmica
| Evento                        | Oro | Plata | Bronce |
| ----------------------------- | --- | --- | --- |
| Equipo completo               | Estados Unidos Jasmine Kerber Rebecca Sereda Serena Lu Aliya Protto                                              | Brasil · Angélica Kvieczynski · Natália Gaudio · Andressa Jardim · Emanuelle Lima                                    | México · Cynthia Valdez · Rut Castillo · Karla Diaz · Cindy Gallegos                                                 |
| Individual completo           | Jasmine Kerber                                                                                                   | Rebecca Sereda | Angélica Kvieczynski                                                                                                 |
| Grupo completo                | Brasil · Beatriz Francisco · Eliane Sampaio · Francielly Pereira · Gabrielle Silva · Isadora Silva · Mayra Gmach | Estados Unidos Jennifer Rokhman Monica Rokhman Alisa Kano Kiana Eide Natalie McGiffert Kristen Shaldybin             | México · Marialicia Ortega · María Eugenia Nava · Nely Gonzalez · Diana Casillas · Alondra Rodriguez · Erendeni Nava |
| Pelota                        | Patricia Bezzoubenko                                                                                             | Jasmine Kerber | Angélica Kvieczynski                                                                                                 |
| Mazas                         | Jasmine Kerber                                                                                                   | Patricia Bezzoubenko                                                                                                 | Angélica Kvieczynski                                                                                                 |
| Aro                           | Patricia Bezzoubenko                                                                                             | Angélica Kvieczynski                                                                                                 | Jasmine Kerber |
| Cinta                         | Jasmine Kerber                                                                                                   | Cynthia Valdez | Angélica Kvieczynski                                                                                                 |
| Grupo de 10 mazas             | Brasil · Beatriz Francisco · Eliane Sampaio · Francielly Pereira · Gabrielle Silva · Isadora Silva · Mayra Gmach | Estados Unidos Jennifer Rokhman Monica Rokhman Alisa Kano Kiana Eide Natalie McGiffert Kristen Shaldybin             | Canadá · Katrina Cameron · Maya Kojevnikov · Teija Korjus-Parker · Lucinda Nowell · Anjelika Rezik · Victoria Reznik |
| Grupo de 3 pelotas y 2 cintas | Brasil · Beatriz Francisco · Eliane Sampaio · Francielly Pereira · Gabrielle Silva · Isadora Silva · Mayra Gmach | Canadá · Katrina Cameron · Maya Kojevnikov · Teija Korjus-Parker · Lucinda Nowell · Anjelika Rezik · Victoria Reznik | México · Marialicia Ortega · María Eugenia Nava · Nely Gonzalez · Diana Casillas · Alondra Rodriguez · Erendeni Nava |

### Trampolín
| Evento                         | Oro                                 | Plata                               | Bronce                             |
| ------------------------------ | ----------------------------------- | ----------------------------------- | ---------------------------------- |
| Masculino                      |                                     |                                     |                                    |
| Trampolín equipo               | Canadá                              | Estados Unidos                      | Brasil                             |
| Trampolín individual           | Jason Burnett                       | Keegan Soehn                        | Logan Dooley                       |
| Trampolín sincronizado         | Logan Dooley Steven Gluckstein      | Jeffrey Gluckstein Aliaksei Shostak | Rafael Andrade Carlos Ramirez Pala |
| Tumbling                       | Austin Nacey                        | Michael Chaves                      | Trevor Jackson                     |
| Tumbling doble mini equipo     | Brasil                              | Canadá                              | Estados Unidos                     |
| Tumbling doble mini individual | Alexander Renkert                   | Jon Schwaiger                       | Keegan Soehn                       |
| Femenino                       |                                     |                                     |                                    |
| Trampolín equipo               | Canadá                              | México                              | Argentina                          |
| Trampolín individual           | Rosannagh Maclennan                 | Samantha Sendel                     | Camilla Gomes                      |
| Trampolín sincronizado         | Rosannagh Maclennan Samantha Sendel | Camilla Gomes Joana Conde Perez     | Charlotte Drury Shaylee Dunavin    |
| Tumbling                       | Jordan Sugrim                       | Yuliya Stankevich-Brown             | Erin Templeton                     |
| Tumbling equipo                | Estados Unidos                      | Canadá                              | No otorgada                        |
| Tumbling doble mini equipo     | Estados Unidos                      | Canadá                              | Argentina                          |
| Tumbling doble mini individual | Erin Jauch                          | Tristan van Natta                   | Mara Colombo                       |

## Medallero

### Gimnasia Artística
El país sede está resaltado en azul lavanda
| Núm. | País           | Oro | Plata | Bronce | Total |
| ---- | -------------- | --- | ----- | ------ | ----- |
| 1    | Estados Unidos | 6   | 3     | 2      | 11    |
| 2    | Colombia       | 3   | 1     | 0      | 4     |
| 3    | Brasil         | 2   | 3     | 4      | 9     |
| 4    | Guatemala      | 1   | 1     | 0      | 2     |
| 5    | México         | 1   | 0     | 3      | 4     |
| 6    | Chile          | 1   | 0     | 1      | 2     |
| 7    | Cuba           | 0   | 4     | 2      | 6     |
| 8    | Venezuela      | 0   | 3     | 0      | 3     |
| 9    | Puerto Rico    | 0   | 0     | 1      | 1     |

### Gimnasia Rítmica
El país sede está resaltado en azul lavanda
| Núm. | País           | Oro | Plata | Bronce | Total |
| ---- | -------------- | --- | ----- | ------ | ----- |
| 1    | Estados Unidos | 4   | 4     | 1      | 9     |
| 2    | Brasil         | 3   | 2     | 4      | 10    |
| 3    | Canadá         | 2   | 2     | 1      | 5     |
| 4    | México         | 0   | 1     | 3      | 4     |

### Gimnasia en Trampolín
El país sede está resaltado en azul lavanda
| Núm. | País           | Oro | Plata | Bronce | Total |
| ---- | -------------- | --- | ----- | ------ | ----- |
| 1    | Canadá         | 6   | 7     | 2      | 15    |
| 2    | Estados Unidos | 6   | 4     | 5      | 15    |
| 3    | Brasil         | 1   | 1     | 3      | 5     |
| 4    | México         | 0   | 1     | 0      | 1     |
| 5    | Argentina      | 0   | 0     | 3      | 3     |